# Granica bośniacko-chorwacka
Granica bośniacko-chorwacka – granica międzypaństwowa o długości 932 kilometrów, dzieląca terytoria Bośni i Hercegowiny oraz Chorwacji.
Granica zaczyna się od trójstyku granic Chorwacji oraz Bośni i Hercegowiny z Serbią nad Sawą (Vršani). Następnie biegnie w kierunku zachodnim korytem Sawy do miasta Jasenovac, gdzie skręca i biegnie rzeką Una. Na południe od miasta Bosanski Novi opuszcza tę rzekę, przez górę Radač (630 m n.p.m.) dochodzi do rzeki Glina, omija łukiem miejscowość Velika Kladuša, przybiera kierunek południowo-wschodni i dochodzi do rzeki Korana, omija Bihać i ponownie wraca do rzeki Una. Od miejscowości Martin Brod biegnie rzeką Dabašnica, następnie górami Dinara, Kamešnica i dochodzi do rzeki Neretwa (Gabeta), przecina ją, dochodzi do pasma Žaba (Hum 953 m n.p.m.), następnie skręca i prostym odcinkiem dochodzi do Morza Adriatyckiego (Kanal Maloga Stona), a po 20 kilometrach wraca ponownie na ląd i biegnie linią krętą na północ od Dubrownika do styku granic Bośni i Hercegowiny, Chorwacji i Czarnogóry.
Granica istniała od czasów Republiki Weneckiej, która w 1699 roku, na mocy pokoju karłowickiego, poszerzyła kosztem Turcji swoje posiadłości w Dalmacji. W 1797 roku Wenecja została przyłączona do Cesarstwa Austriackiego. W okresie od 1809 do 1813 roku dawne ziemie weneckie były częścią Francji, tworząc Prowincje Iliryjskie, by ostatecznie wrócić do Austrii. W okresie Austro-Węgier rozdzielała z jednej strony węgierskie Trójjedyne Królestwo Chorwacji, Slawonii i Dalmacji i austriacką Dalmację od osmańskiej Bośni. Po aneksji Bośni przez Austrię, pozostała granicą między prowincjami. W okresie międzywojennym częściowo zmieniona, rozdzielała prowincje. W latach 1946–1991 była to wewnętrzna granica republik wchodzących w skład Jugosławii. Jako granica państwowa odtworzona w 1991 roku, po ogłoszeniu niepodległości przez Bośnię i Hercegowinę oraz Chorwację. Granica została potwierdzona w 1995 roku porozumieniem w Dayton.